# Arvidabosjön
Arvidabosjön är en sjö i Gislaveds kommun i Småland och ingår i Nissans huvudavrinningsområde. Sjön är 4,5 meter djup, har en yta på 0,229 kvadratkilometer och är belägen 152 meter över havet. Sjön avvattnas av vattendraget Yxabäcken.

## Delavrinningsområde
Arvidabosjön ingår i det delavrinningsområde (634235-134734) som SMHI kallar för Mynnar i Kilan. Avrinningsområdets medelhöjd är 161 meter över havet och ytan är 17,9 kvadratkilometer. Det finns inga delavrinningsområden uppströms utan avrinningsområdet är högsta punkten. Yxabäcken som avvattnar avrinningsområdet har biflödesordning 3, vilket innebär att vattnet flödar genom totalt 3 vattendrag innan det når havet efter 81 kilometer. Delavrinningsområdet består mestadels av skog (73 procent). Avrinningsområdet har 0,87 kvadratkilometer vattenytor vilket ger det en sjöprocent på 4,8 procent.